# 사바나 스테린
서배너 스테일린(Savannah Stehlin, 1996년 3월 6일 ~ )은 미국의 배우, 가수이다.
잭슨빌에서 태어났다.

## 출연 작품

### 영화
- 우리, 사랑해도 되나요? (2005) - 엘리자베스 트라우즈데일 역
- Spork (2011)

### 텔레비전
- Sleeper Cell (2006)
- 한나 몬타나 (2006-07)